# Мэттисон, Камерон
Камерон Мэттисон (англ. Cameron Mathison, род. 25 августа 1969) — канадский актёр и телеведущий, наиболее известный благодаря своей роли Райана Лавери в американской мыльной опере «Все мои дети» (1998—2011). Он  окончил Университет Макгилла в Монреале в 1993 году по специальности «гражданское строительство».
Он выиграл премию «Дайджеста мыльных опер» за лучший дебют, а после несколько раз номинировался на Дневную премию «Эмми» за роль в мыльной опере.
Мэттисон помимо работы в мыльной опере известен как ведущий таких телешоу как I Wanna Be a Soap Star (2005—2007), Your Place or Mine? (2008), Dallas Roundup Aftershow (2012), а также Good Morning America, где он выступает в качестве одного из корреспондентов начиная с 2009 года. Помимо этого он участвовал в пятом сезоне реалити--шоу Dancing With the Stars.
Мэттисон в разные годы был гостем в прайм-тайм сериалах «C.S.I.: Место преступления», «Отчаянные домохозяйки», «До смерти красива» и «Красотки в Кливленде». В дополнение к этому он снялся в сделанных для канала Lifetime фильмах «Обратитесь к Джейн» (2003), «Жена online» (2012), «Чудо Карпентеров» (2013) и «Снова домой» (2013). На большом экране он появился в фильме 1998 года «Студия 54».